# Boczki (gromada)
Boczki – dawna gromada, czyli najmniejsza jednostka podziału terytorialnego Polskiej Rzeczypospolitej Ludowej w latach 1954-1972.
Gromady, z gromadzkimi radami narodowymi (GRN) jako organami władzy najniższego stopnia na wsi, funkcjonowały od reformy reorganizującej administrację wiejską przeprowadzonej jesienią 1954 do momentu ich zniesienia z dniem 1 stycznia 1973, tym samym wypierając organizację gminną w latach 1954-1972.
Gromadę Boczki siedzibą GRN w Boczkach utworzono – jako jedną z 8759 gromad na obszarze Polski – w powiecie łowickim w woj. łódzkim, na mocy uchwały nr 33/54 WRN w Łodzi z dnia 4 października 1954. W skład jednostki weszły obszary dotychczasowych gromad Gągolin Zachodni, Gągolin Północny i Płaskocin ze zniesionej gminy Kompina oraz obszary dotychczasowych gromad Boczki, Lenartów, Łaguszew i Wicie ze zniesionej gminy Chąśno w tymże powiecie. Dla gromady ustalono 22 członków gromadzkiej rady narodowej.
31 grudnia 1959 z gromady Boczki wyłączono wieś Gągolin Północny włączając ją do gromady Kompina; do gromady Boczki przyłączono natomiast wieś i parcelę Strzelczew ze zniesionej gromady Popów.
Gromada przetrwała do końca 1972 roku, czyli do kolejnej reformy gminnej.
Uwaga: Nie mylić z gromadą Boczki Domaradzkie w powiecie łowickim.